# مایکل زیگن
مایکل زیگن (به انگلیسی: Michael Zegen) (زاده ۲۰ فوریهٔ ۱۹۷۹) بازیگر آمریکایی است.
از فیلم‌های معروف او می‌توان به بازی در فیلم ترور یک رئیس دبیرستان، مرغ دریایی، شرط‌بندی و جایگزین اشاره کرد.